# エトミデート
エトミデートは、全身麻酔と鎮静の導入に使用される短時間作用性の静脈麻酔薬である。脱臼した関節の整復、気管挿管、カルディオバージョン、電気けいれん療法などの短時間の処置に使用される。1964年にヤンセン製薬で開発され、1972年にヨーロッパで、1983年にアメリカ合衆国で静脈内投与薬として導入された。日本では2025年時点で未販売であり、薬事法においては指定薬物に指定されている。作用発現が速く、他の同効薬と比べて血圧低下や呼吸抑制を起こしにくい。一方、副腎皮質ホルモンの生合成を阻害し、注入時痛や使用後の吐き気が起こりやすい。

## 医療用途

### 鎮静と麻酔
救急医療では、エトミデートが鎮静薬として使用される。処置時の鎮静・鎮痛や迅速導入の際に麻酔を導入するために使用される。
作用発現が速く、心血管系への安全性が高いため麻酔薬として使用され、他の導入薬と比べて血圧低下を引き起こす可能性が低い。
さらに、投与が容易で、呼吸抑制が限定的で、ヒスタミン遊離がなく、心筋や脳の虚血から保護するため、エトミデートがしばしば使用される。そのため、血行動態が不安定な患者の導入薬として適している。
エトミデートは、頭蓋内圧を下げながら正常な動脈圧を維持できる数少ない麻酔薬の1つであるため、外傷性脳損傷の患者にも興味深い特性を持っている。
敗血症患者において、1回の投与では死亡リスクに影響を与えないようであるが、副腎皮質ホルモン生合成を阻害するため、副腎抑制のリスクが高い敗血症性ショックなどの患者に関しては議論がある（後述）。

### 言語と記憶の検査
エトミデートの他の用途としては、てんかん原性焦点を除去するための脳葉切除術を行う前に、言語領域の定位を行うことである。これはエトミデート言語・記憶テスト（etomidate speech and memory test: eSAM）と呼ばれ、モントリオール神経学研究所（Montreal Neurological Institute and Hospital）で使用されている。しかし、このテストの使用と安全性を支持するのは後ろ向きコホート研究のみである。

### ステロイド生合成阻害薬
麻酔薬としての作用と使用に加えて、エトミデートは副腎における副腎皮質ホルモンを含むステロイドホルモンの酵素的生合成を直接阻害することも見出されている。静脈内または非経口投与可能な唯一の副腎ステロイド生合成阻害薬として、高コルチゾール血症の急速なコントロールが必要な場合や経口投与が実施不可能な場合に有用である。

## 死刑での使用
アメリカ合衆国フロリダ州において、2017年8月24日にマーク・アセイの死刑執行手順でこの薬物が使用された。彼はアメリカ人としてはじめて、鎮静薬としてエトミデートを使用して死刑を執行された。エトミデートはミダゾラムに代わって使用された。製薬会社は死刑執行用のミダゾラムの提供を拒否していた。エトミデートの後に、筋弛緩薬として臭化ロクロニウム、そして最後に心臓を停止させるために一般的に使用される塩化カリウム注射の代わりに酢酸カリウムが投与された。酢酸カリウムは2015年にオクラホマ州での死刑執行で誤って使用されたのが初めてだが、意図的に使用されたのはアセイが初となった。

## 副作用
エトミデートは、注射時の灼熱感、術後の悪心・嘔吐、表在性血栓性静脈炎の発生率の高さ（プロポフォールよりも高率）と関連している。
エトミデートは、副腎皮質でのステロイド合成を可逆的に抑制する。これは副腎ステロイド産生に重要な酵素であるステロイド11β-水酸化酵素を阻害することで起こり、副腎抑制を引き起こす。集中治療室で重症外傷患者の鎮静のためにエトミデート持続注入を行うと、副腎抑制により死亡率が上昇することとの関連が報告されている。エトミデートの持続静脈内投与は副腎皮質機能障害を引き起こす。5日以上エトミデートの持続注入を受けた患者の死亡率は25%から44%に増加し、主に肺炎などの感染症が原因であった。
敗血症患者でのエトミデートの使用は、エトミデートによる副腎抑制のため議論の的となっている。副腎不全のリスクがあるこの集団では、1回のボーラス投与でも72時間までコルチゾールレベルが抑制されることが報告されている。このため、多くの専門家は敗血症性ショックの重症患者にはエトミデートを決して使用すべきではないと提案している。死亡率を増加させる可能性があるためである。
しかし、エトミデートの安全な血行動態プロファイルと明確な害の証拠がないことから、敗血症患者へのエトミデート使用を擁護する意見もある。Jabreらによる研究では、気管挿管前の迅速導入に使用される1回投与のエトミデートは、ケタミンと比較して一時的な副腎抑制を引き起こすものの、死亡率に影響を与えないことが示された。
さらに、Hohlによる最近のメタ分析では、エトミデートが死亡率を増加させるという結論を出すことができなかった。このメタ分析の著者らは、エトミデートの死亡率への影響について確定的な結論を出すための統計的検出力が不足しているため、さらなる研究が必要だと結論付けた。そのため、Hohlは敗血症患者での使用の安全性を証明される必要はあり、さらなる研究が必要であることを示唆している。他の著者たちは、エトミデート使用時にはストレス量の副腎皮質ステロイド（例：ヒドロコルチゾン）の予防投与（ステロイドカバー）を推奨しているが、大腸直腸手術を受ける患者を対象とした1つの小規模な前向き対照試験でのみ、エトミデートを投与されるすべての患者にストレス量の副腎皮質ステロイドを投与することの安全性が確認されている。
約32,000人を対象とした後ろ向き研究では、麻酔導入にエトミデートを使用した場合、プロポフォールを投与された患者と比較して死亡リスクが2.5倍増加することが関連付けられた。エトミデートを投与された患者は、心血管系の合併症（morbidity）が有意に多く、入院期間も有意に長かった。しかし、この研究は後ろ向き研究であるため、このデータから確固たる結論を導き出すことは難しい。
外傷性脳損傷の患者では、エトミデートの使用はACTH刺激試験の反応鈍化と関連している。この効果の臨床的影響はまだ評価されていない。
さらに、エトミデートとオピオイドおよび/またはベンゾジアゼピンの併用は、エトミデート関連の副腎不全を悪化させる可能性があると仮説が立てられている。しかし、この効果についても後ろ向きのエビデンスしかなく、この相互作用の臨床的影響を測定するには前向き研究が必要である。

## 薬理学

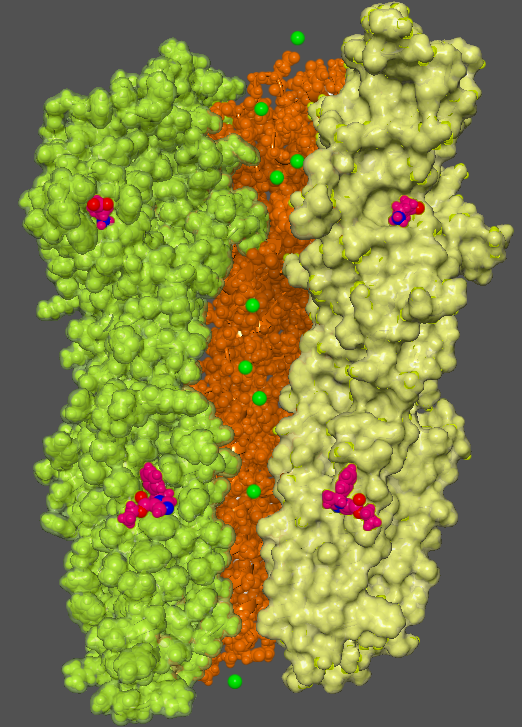
α1β3γ2 GABA_{A}受容体の電子顕微鏡構造の側面図。GABAとエトミデートはマゼンタ色で示されている。サブユニットはそれぞれ、異なる色で示されている。1つのαサブユニットと1つのβサブユニットは非表示。緑色の塩化物イオンがチャネル孔を通過している。

### 薬力学
(R)-エトミデートは(S)-エナンチオマーの10倍の効力を持つ。低濃度では(R)-エトミデートはGABAA受容体のアロステリック調節因子として作用する。特にβ2とβ3サブユニットを含む受容体に作用する。高濃度ではGABAがない状態でも電流を引き起こすことができ、アロステリックアゴニストとして働く。その結合部位はこの受容体のβとαサブユニット間の膜貫通部分（β+α−）に位置する。β3を含むGABAA受容体はエトミデートの麻酔作用に関与し、β2を含む受容体は鎮静作用やその他の作用に関与している。

### 薬物動態
通常の投与量では、エトミデートは血漿から他の組織に再分布されるため、代謝の半減期は約75分であるが、麻酔は約5-14分間持続する。他の薬物動態プロファイルは以下の通り。
- 作用発現：30-60秒
- 最大効果：1分
- 持続時間：3-5分；再分布により終了
- 分布：Vd：2-4.5 L/kg
- タンパク結合率：76%
- 代謝：肝臓および血漿エステラーゼ
- 分布半減期：2.7分
- 再分布半減期：29分
- 消失半減期：2.9から5.3時間

### 代謝
エトミデートは血漿中で高度にタンパク結合し、肝臓および血漿のエステラーゼにより不活性な代謝物に代謝される。

## 処方
エトミデートは通常、35%プロピレングリコール水溶液中に2 mg/mLのエトミデートを含む無色透明な注射液として提供されているが、同等の効力の脂肪乳剤製剤も販売されている。エトミデートは当初ラセミ体として製剤化されていたが。R体はそのエナンチオマーよりもかなり活性が高い。その後、単一エナンチオマー薬として再製剤化され、臨床的に使用された最初の全身麻酔薬となった。

## 関連文献
- “Increased risk of adrenal insufficiency following etomidate exposure in critically injured patients”. Archives of Surgery 143 (1):  62–7; discussion 67. (January 2008). doi:10.1001/archsurg.143.1.62. PMID 18209154.; discussion 67.
- “One single dose of etomidate negatively influences adrenocortical performance for at least 24h in children with meningococcal sepsis”. Intensive Care Medicine 34 (1):  163–168. (January 2008). doi:10.1007/s00134-007-0836-3. PMC 2668631. PMID 17710382.
- “Recommendations for the diagnosis and management of corticosteroid insufficiency in critically ill adult patients: consensus statements from an international task force by the American College of Critical Care Medicine”. Critical Care Medicine 36 (6):  1937–1949. (June 2008). doi:10.1097/CCM.0b013e31817603ba. PMID 18496365.
- “Lack of evidence for adrenal insufficiency after single-dose etomidate”. Archives of Surgery 143 (8):  808–9; author reply 809. (August 2008). doi:10.1001/archsurg.143.8.808-c. PMID 18711047.; author reply 809.
- “Etomidate: not worth the risk in septic patients”. Annals of Emergency Medicine 52 (1):  14–16. (July 2008). doi:10.1016/j.annemergmed.2008.01.001. PMID 18565379.
- “Hydrocortisone therapy for patients with septic shock”. The New England Journal of Medicine 358 (2):  111–124. (January 2008). doi:10.1056/NEJMoa071366. PMID 18184957.
- “The effect of single-bolus etomidate on septic patient mortality: a retrospective review”. The Western Journal of Emergency Medicine 9 (4):  195–200. (November 2008). PMC 2672284. PMID 19561744.
- “A prospective observational study of the effect of etomidate on septic patient mortality and length of stay”. Academic Emergency Medicine 16 (1):  11–14. (January 2009). doi:10.1111/j.1553-2712.2008.00299.x. PMID 19055676.
- “Duration of adrenal inhibition following a single dose of etomidate in critically ill patients”. Intensive Care Medicine 34 (4):  714–719. (April 2008). doi:10.1007/s00134-007-0970-y. PMID 18092151.